# Джон Паркінсон
Джон Паркінсон (англ. John Parkinson; 10 лютого 1895 року — 1976 рік) — сер, видатний британський кардіолог.

## Біографія
Джон Паркінсон навчався в Університетському коледжі Лондона, вищу медичну освіту здобув в Університеті Фрайбурга та Королівському Лондонському Шпиталі.
Під час Першої світової війни служив у Королівському Військово-медичному корпусі й дослужився до звання майора, в 1917 році командував військовим центром серця в Руані. Після війни повернувся в Лондонський Шпиталь, де очолив кардіологічне відділення.
З 1931 по 1956 рік був цивільним кардіологом в Королівських ВВС.
У 1948 році Джон Паркінсон був посвячений у лицарі королем Георгом VI.
У вересні 1952 року головував на першому Європейському конгресі кардіологів в Лондоні.
Відомий у зв'язку з тим, що в 1930 році разом із Льюїсом Вольфом та Полом Уайтом описав захворювання, що отримало назву синдром Вольфа-Паркінсона-Вайта.